# Camille Pin
Camille Pin (Nice, 25 augustus 1981) is een voormalig tennisspeelster uit Frankrijk. Pin begon met tennis toen zij vijf jaar oud was. Zij speelt rechtshandig en heeft een tweehandige backhand. Zij was actief in het proftennis van 1998 tot en met 2010.

## Loopbaan

### Enkelspel
Pin debuteerde in 1996 op het ITF-toernooi van Calvi (Frankrijk). Zij stond in 2000 voor het eerst in een finale, op het ITF-toernooi van Faro (Portugal) – zij verloor van de Slowaakse Zuzana Váleková. Een week later veroverde Pin haar eerste titel, op het ITF-toernooi van Vilamoura (Portugal), door de Russin Marina Samoilenko te verslaan. In totaal won zij acht ITF-titels, de laatste in 2008 in Las Vegas (VS).
In 2001 kwalificeerde Pin zich voor het eerst voor een WTA-hoofdtoernooi, op het toernooi van Nice. Zij bereikte er de tweede ronde. Zij stond nooit in een WTA-finale. Haar beste resultaat op de WTA-tour is het (viermaal) bereiken van de halve finale: in 2004 op het toernooi van Vancouver, dan in 2006 op het toernooi van Japan, in 2007 op het toernooi van Auckland en ten slotte in 2008 op het toernooi van Guangzhou.
Haar beste resultaat op de grandslamtoernooien is het bereiken van de tweede ronde. Haar hoogste notering op de WTA-ranglijst is de 61e plaats, die zij bereikte in januari 2007.

### Dubbelspel
Pin was in het dubbelspel minder actief dan in het enkelspel. Zij debuteerde in 1996 op het ITF-toernooi van Calvi (Frankrijk) samen met landgenote Delphine Baudin. Zij stond in 1998 voor het eerst in een finale, op het ITF-toernooi van Dinan (Frankrijk), samen met landgenote Aurélie Védy – hier veroverde zij haar eerste titel, door het duo Tathiana Garbin en Oana Elena Golimbioschi te verslaan. In totaal won zij twee ITF-titels, de andere datzelfde jaar in Zadar (Kroatië).
In 2001 speelde Pin voor het eerst op een WTA-hoofdtoernooi, op het toernooi van Straatsburg, samen met landgenote Sarah Pitkowski. Zij stond in 2009 eenmalig in een WTA-finale, op het toernooi van Portorož, samen met de Tsjechische Klára Zakopalová – zij verloren van het koppel Julia Görges en Vladimíra Uhlířová.
Haar beste resultaat op de grandslamtoernooien is het bereiken van de derde ronde, op de US Open 2008, samen met landgenote Stéphanie Foretz. Haar hoogste notering op de WTA-ranglijst is de 81e plaats, die zij bereikte in juli 2009.

## Posities op deWTA-ranglijst
Positie per einde seizoen:
| jaartal | ranking enkelspel | ranking dubbelspel |
| ------- | ----------------- | ------------------ |
| 1996    | 782               | –                  |
| 1997    | 721               | –                  |
| 1998    | 452               | 354                |
| 1999    | 405               | 418                |
| 2000    | 280               | 538                |
| 2001    | 178               | 667                |
| 2002    | 135               | 302                |
| 2003    | 220               | 276                |
| 2004    | 98                | 229                |
| 2005    | 113               | 433                |
| 2006    | 76                | 146                |
| 2007    | 77                | 102                |
| 2008    | 86                | 124                |
| 2009    | 157               | 101                |
| 2010    | 1033              | –                  |

## Palmares
| Legenda                 |
| ----------------------- |
| Grandslamtoernooi       |
| Olympische Spelen       |
| Year-End Championships  |
| Premier Mandatory       |
| Premier Five / WTA 1000 |
| Premier / WTA 500       |
| International / WTA 250 |
| Challenger / WTA 125    |

### WTA-finaleplaatsen enkelspel
Geen.

### WTA-finaleplaatsen vrouwendubbelspel
| nr.              | finaledatum | toernooi     | ondergrond | partner          | tegenstandsters                 | score    |         |
| ---------------- | ----------- | ------------ | ---------- | ---------------- | ------------------------------- | -------- | ------- |
| Gewonnen finales |             |              |            |                  |                                 |          |         |
| Geen.            |             |              |            |                  |                                 |          |         |
| Verloren finales |             |              |            |                  |                                 |          |         |
| 1.               | 2009-07-26  | WTA Portorož | hardcourt  | Klára Zakopalová | Julia Görges Vladimíra Uhlířová | 4-6, 2-6 | details |

## Resultaten grandslamtoernooien
| Legenda | Legenda                          |
| ------- | -------------------------------- |
| g.t.    | geen toernooi gehouden           |
| l.c.    | lagere categorie                 |
| –       | niet deelgenomen                 |
| G       | uitgeschakeld in de groepsfase   |
| 1R      | uitgeschakeld in de eerste ronde |
| 2R      | uitgeschakeld in de tweede ronde |
| 3R      | uitgeschakeld in de derde ronde  |
| 4R      | uitgeschakeld in de vierde ronde |
| KF      | uitgeschakeld in de kwartfinale  |
| HF      | uitgeschakeld in de halve finale |
| F       | de finale verloren               |
| W       | het toernooi gewonnen            |
| w-v     | winst/verlies-balans             |

### Enkelspel
| Toernooi        | 2001 | 2002 | 2003 | 2004 | 2005 | 2006 | 2007 | 2008 | 2009 | w-v |
| --------------- | ---- | ---- | ---- | ---- | ---- | ---- | ---- | ---- | ---- | --- |
| Australian Open | –    | –    | 1R   | 2R   | 1R   | 2R   | 1R   | 2R   | 1R   | 3-7 |
| Roland Garros   | 1R   | 1R   | 1R   | 1R   | 1R   | 1R   | 1R   | 1R   | 1R   | 0-9 |
| Wimbledon       | –    | –    | –    | –    | –    | 1R   | 1R   | 1R   | –    | 0-3 |
| US Open         | –    | –    | –    | 1R   | 1R   | 1R   | 2R   | 1R   | 1R   | 1-6 |

### Vrouwendubbelspel
| Toernooi        | 2001 |    | 2003 | 2004 | 2005 | 2006 | 2007 | 2008 | 2009 | 2010 | w-v |
| --------------- | ---- | -- | ---- | ---- | ---- | ---- | ---- | ---- | ---- | ---- | --- |
| Australian Open | –    | –  | –    | –    | –    | 1R   | 1R   | 2R   | –    | 1-3  |     |
| Roland Garros   | 1R   | 1R | 1R   | 1R   | 1R   | 2R   | 1R   | 1R   | 1R   | 1-9  |     |
| Wimbledon       | –    | –  | –    | –    | –    | 1R   | 1R   | –    | –    | 0-2  |     |
| US Open         | –    | –  | –    | –    | 2R   | 1R   | 3R   | 2R   | –    | 4-4  |     |

### Gemengd dubbelspel
| Australian Open | –  | –  | –  | –  | –  | –  | 0-0 |
| Roland Garros   | 1R | 2R | 1R | 1R | 1R | 2R | 2-6 |
| Wimbledon       | –  | –  | –  | –  | –  | –  | 0-0 |
| US Open         | –  | –  | –  | –  | –  | –  | 0-0 |